# 크로아티아 국가방위군
크로아티아 국가방위군(크로아티아어: Zbor narodne garde 즈보르 나로드네 가르데, ZNG)은 크로아티아 독립 전쟁 기간 1991년 4월에서 5월 사이 크로아티아가 수립한 군사이다. 법적인 이유 때문에 크로아티아 내무부 산하에 있었으나 실질적으로는 크로아티아 국방부의 직접 지휘를 받았다. 크로아티아의 국경과 영토를 보호하고 보통 경찰과 관련된 임무를 수행했다. 1991년 5월 크로아티아 특수경찰부대 일부가 국가방위군으로 이관되면서 4개 전문여단이 창설되었고 5월 28일 자그레브에서 열린 군사 퍼레이드를 통해 공개되었다. 국가방위군은 마르틴 슈페겔 국방장관이 지휘하다 8월 초 사임했다. 이후 슈피겔의 후임으로 크로아티아 공화국군(9월 21일 창설)의 첫 참모총장이 되는 안톤 투스가 이어받았다.
국가방위군은 창설 과정에서 무기와 탄약 부족, 군복 부족, 부족한 훈련과 훈련된 장교의 전반적인 부족, 열약한 참모업무와 지휘 구조(여러 부대의 움직임을 잘 통솔하지 못함) 등 여러 문제를 겪었다. 이런 문제는 높은 사기, 명확한 전략 목표, 높은 수준의 동원령으로 상쇄되었다. 막사 전투 이후 국가방위군은 유고슬라비아 인민군으로부터 노획한 무기를 통해 국가방위군이 크게 확대되었다. 10월 말까지 60개 여단과 독립대대가 창설되었고 11월 3일에는 크로아티아군으로 명칭이 바뀌었다.

크로아티아 국가방위군

## 배경
1990년 크로아티아 사회주의 공화국에서 열린 민주 총선에서 크로아티아 민주연합(HDZ)이 대승을 거두자 크로아티아 내 크로아트인과 세르브인 사이 민족 갈등이 심화되기 시작했다. 유고슬라비아 인민군은 저항을 최소화하기 위해 크로아티아 내 영토방위군(TO)의 무기를 전부 압수했다. 8월 17일에는 민족 분쟁이 세르브계 크로아티아인의 대대적인 반란으로 번져 주로 세르브계가 다수 거주하는 달마티아고원 내륙 크닌(스플리트에서 동북쪽으로 60 km 떨어짐) 주변 지역, 리카, 코르둔, 바노비나, 크로아티아 동부 일부 지역에 반란이 일어났다. 1991년 1월 몬테네그로와 세르비아의 보이보디나, 코소보 메토히야 자치주의 지원을 받은 세르비아가 크로아티아 보안군의 무장 해제를 위한 유고 인민군 파병을 유고슬라비아의 대통령직에 승인을 얻기 위해 두 차례 시도했으나 실패했다. 3월에는 세르브계 게릴라와 크로아티아 특수경찰 사이 유혈 충돌이 발생한 후 세르비아와 그 동맹의 지지를 받은 유고 인민군이 연방 대통령직에게 전시 권한을 부여하고 국가비상사태를 선포해 달라고 요구했다. 하지만 3월 15일 이 요청도 거부되었고 1991년 여름 들어 유고슬라비아 연방이 붕괴되면서 유고 인민군은 슬로보단 밀로셰비치 세르비아 대통령 하에 놓이기 시작했다.
1991년 초 크로아티아에는 군대가 없었다. 크로아티아는 국방력 강화를 위해 경찰 수를 2만명으로 증원했다. 크로아티아 경찰에서 가장 강력한 힘을 지닌 부대는 사실상 군사 부분을 따라 조직된 12개 대대 3천명 인원의 크로아티아 특수경찰이었다. 또한 16개 대대, 10개 중대로 된 9천~1만명 규모의 각 지역별 예비경찰부대도 있었으나 무기가 부족했다.

## 참고 문헌
서적
- Central Intelligence Agency, Office of Russian and European Analysis (2002). 《Balkan Battlegrounds: A Military History of the Yugoslav Conflict, 1990–1995》. Washington, D.C.: Central Intelligence Agency. ISBN 978-0-16-066472-4.
- Central Intelligence Agency, Office of Russian and European Analysis (2002). 《Balkan battlegrounds: a military history of the Yugoslav conflict, 1990–1995, Volume 2》. Washington, D.C.: Central Intelligence Agency. ISBN 978-0-16-066472-4.
- Hoare, Marko Attila (2010). 〈The War of Yugoslav Succession〉.   Ramet, Sabrina P. 《Central and Southeast European Politics Since 1989》. Cambridge, England: Cambridge University Press. 111–136쪽. ISBN 978-1-139-48750-4.
- Libal, Michael (1997). 《Limits of Persuasion: Germany and the Yugoslav Crisis, 1991–1992》. Westport, Connecticut: Greenwood Publishing Group. ISBN 978-0-275-95798-8.
- Nazor, Ante (2007). 《Počeci suvremene hrvatske države: kronologija procesa osamostaljenja Republike Hrvatske: od Memoranduma SANU 1986. do proglašenja neovisnosti 8. listopada 1991》 [Beginnings of the Modern Croatian State: A Chronology of the Independence of the Republic of Croatia: from 1986 SANU Memorandum to the Declaration of Independence on 8 October 1991] (크로아티아어). Zagreb, Croatia: Croatian Homeland War Memorial Documentation Centre. ISBN 978-953-7439-01-9.
- Repe, Božo (2009). 〈Balkan Wars〉.   Forsythe, David P. 《Encyclopedia of Human Rights, Volume 1》. Oxford, England: Oxford University Press. 138–147쪽. ISBN 978-0-19-533402-9.
- Thomas, Nigel; Mikulan, Krunislav (2006). 《The Yugoslav Wars (1): Slovenia & Croatia 1991–95》. Oxford, England: Osprey Publishing. ISBN 978-1-84176-963-9. 2014년 12월 18일에 원본 문서에서 보존된 문서. 2016년 10월 21일에 확인함.

저널 논문
- Bilandžić, Mirko; Milković, Stjepan (December 2009). “Specijalne vojno-policijske protuterorističke postrojbe: Hrvatska i svijet” [Special Military and Police Counter-Terrorist Units: Croatia and the World]. 《Polemos: Journal of Interdisciplinary Research on War and Peace》 (크로아티아어) (Croatian Sociological Association and Jesenski & Turk Publishing House) 12 (24): 33–60. ISSN 1331-5595.
- Brigović, Ivan (October 2011). “Odlazak Jugoslavenske narodne armije s područja Zadra, Šibenika i Splita krajem 1991. i početkom 1992. godine” [Departure of the Yugoslav People's Army from the area of Zadar, Šibenik and Split in late 1991 and early 1992]. 《Journal of Contemporary History》 (크로아티아어) (Croatian Institute of History) 43 (2): 415–452. ISSN 0590-9597.
- Marijan, Davor (June 2008). “Sudionici i osnovne značajke rata u Hrvatskoj 1990. – 1991.” [Participants and the basic characteristics of the war in Croatia 1990–1991]. 《Journal of Contemporary History》 (크로아티아어) (Croatian Institute of History) 40 (1): 47–63. ISSN 0590-9597.
- Marijan, Davor (October 2011). “"Slučaj" Logorište” [Logorište Case]. 《Journal of Contemporary History》 (크로아티아어) (Croatian Institute of History) 43 (2): 453–480. ISSN 0590-9597.
- Žunec, Ozren (January 1998). “Rat u Hrvatskoj 1991.-1995., 1. dio: Uzroci rata i operacije do sarajevskog primirja” [War in Croatia 1991–1995, Part 1: Causes of the War and Operations To the Sarajevo Ceasefire]. 《Polemos: Journal of Interdisciplinary Research on War and Peace》 (크로아티아어) (Croatian Sociological Association and Jesenski & Turk Publishing House) 1 (1). ISSN 1331-5595.  9 November 2013에 원본 문서에서 보존된 문서.

뉴스 르포
- Blažević, Davorka (2010년 9월 18일). “Frane Frkić: Moja satnija je prva izašla na Šibenski most” [Frane Frkić: My company was the first at the Šibenik Bridge]. 《Slobodna Dalmacija》 (크로아티아어). 2013년 6월 20일에 원본 문서에서 보존된 문서. 2016년 12월 2일에 확인함.
- “Dan Oružanih snaga i Dan hrvatske Kopnene vojske” [Armed Forces Day and Croatian Army Day] (크로아티아어). Croatian Radiotelevision. 2013년 5월 28일.
- “Roads Sealed as Yugoslav Unrest Mounts”. 《The New York Times》. Reuters. 1990년 8월 19일. ISSN 0362-4331.
- Žabec, Krešimir (2011년 5월 28일). “Tus, Stipetić, Špegelj i Agotić: Dan prije opsade Vukovara Tuđman je Imri Agotiću rekao: Rata neće biti!” [Tus, Stipetić, Špegelj and Agotić: A day ahead of the siege of Vukovar, Tuđman said to Imra Agotić: There will be no war!]. 《Jutarnji list》 (크로아티아어). ISSN 1331-5692.

기타 출처
- Nazor, Ante (March 2012). “O događajima u Lici, u jesen 1991. (V. dio)” [On events in Lika, in autumn 1991 (Part 5)]. 《Hrvatski Vojnik》 (크로아티아어) (Ministry of Defence (Croatia)) (389). ISSN 1333-9036. 2013년 11월 30일에 원본 문서에서 보존된 문서.
- “Presuda i rješenje br. I Kž 985/03-9” [Verdict and decision nr. I Kž 985/03-9] (크로아티아어). Supreme Court of Croatia. 2004년 6월 2일. 2013년 10월 29일에 원본 문서에서 보존된 문서.
- Reljanović, Marijo (November 2001). “Hrvatska ratna mornarica u obrani Jadrana” [Croatian Navy in defence of the Adriatic]. 《Hrvatski Vojnik》 (크로아티아어) (Ministry of Defence (Croatia)) (77). ISSN 1333-9036. 2013년 10월 2일에 원본 문서에서 보존된 문서.
- “Povjesnica” [A History] (크로아티아어). Ministry of Defence (Croatia). 2013년 7월 8일. 2013년 11월 30일에 원본 문서에서 보존된 문서. 2013년 11월 6일에 확인함.
- “The Prosecutor vs. Milan Martic – Judgement” (PDF). International Criminal Tribunal for the former Yugoslavia. 2007년 6월 12일.
- “Zakon o izmjenama i dopunama Zakona o obrani” [Defence Act Amendments Act]. 《Narodne Novine》 (크로아티아어) (Zagreb, Croatia: Narodne novine) 1991 (53A). 1991년 10월 8일. ISSN 1333-9273.
- “Zakon o obrani” [Defence Act]. 《Narodne Novine》 (크로아티아어) (Zagreb, Croatia) 1991 (49). 1991년 9월 20일. ISSN 1333-9273.